# Michel Ange Angouing
Michel Ange Angouing est un homme politique camerounais. De 2011 à 2018, il exerçait la fonction de ministre de la Fonction publique et de la Réforme administrative dans le gouvernement Philémon Yang.

## Biographie

### Enfance
Ange Michel Angouing est né le 9 février 1959 à Abong-Mbang, dans le département du Haut-Nyong, plus précisément dans le district de Doumaintang, une région de l'Est du Cameroun.

### Études
Il fait ses études dans le chef-lieu de la région de l'Est, Bertoua. Il obtient son baccalauréat littéraire A4 série espagnol en 1978, au lycée de Bertoua. Il s'exile ensuite dans la capitale du Cameroun Yaoundé pour continuer ses études universitaires. Il obtient une licence en droit privé francophone de l'Université de Yaoundé. Il poursuit par la suite ses études à École nationale d'administration et de magistrature (ENAM) où il obtient le diplôme de magistrat en 1983.

### Carrière
Il commence sa carrière professionnelle dans la région du Nord, au tribunal de grande instance de Garoua, poste qu'il cumule avec celui de vice-président du tribunal militaire de la même région. Durant la période allant de 1989 à 2001, il exerce tour à tour les fonctions de procureur de la république auprès des tribunaux de première et grandes instances dans plusieurs villes de son pays (Dschang, Nkongsamba, et Douala). En 2001, il est nommé avocat général auprès de la cour d'appel de la région de l'Ouest (Bafoussam). Quatre ans plus tard, en 2005, il est nommé procureur général auprès de la cour d'appel de la région du Sud (Ebolowa).

## Politique
Lors du remaniement ministériel du 9 novembre 2011, il est nommé ministre de la Fonction publique et de la Réforme administrative. Il est reconduit à ce poste lors du remaniement du 2 octobre 2015.

## Distinctions
Il est nommé chevalier de l'ordre de la Valeur.
Il est actuellement magistrat hors hiérarchie premier groupe.